# Liste der Kinos in Berlin-Alt-Hohenschönhausen
Die Liste der Kinos in Berlin-Alt-Hohenschönhausen gibt eine Übersicht aller Kinos, die im heutigen Berliner Ortsteil Alt-Hohenschönhausen existiert haben. Die Liste wurde nach Angaben aus den Recherchen im Kino-Wiki aufgebaut und mit Zusammenhängen der Berliner Kinogeschichte aus weiteren historischen und aktuellen Bezügen verknüpft. Sie spiegelt den Stand der in Berlin jemals vorhanden gewesenen Filmvorführeinrichtungen als auch die Situation im Januar 2020 wider. Danach gibt es in Berlin 92 Spielstätten, was Platz eins in Deutschland bedeutet, gefolgt von München (38), Hamburg (28), Dresden (18) sowie Köln und Stuttgart (je 17). 
Gleichzeitig ist diese Zusammenstellung ein Teil der Listen aller Berliner Kinos und der Ortsteillisten.
| Name/Lage                               | Adresse                | Bestand   | Beschreibung, ggf. Bild |
| --------------------------------------- | ---------------------- | --------- | --- |
| Hohenschönhausener Lichtspiele (Lage)   | Werneuchener Straße 22 | 1943      | im Jahr 1943 im Berliner Adressbuch ausgewiesen; weitere Hinweise auf die Existenz eines Kinos an dieser Stelle lassen sich nicht finden. Das benannte Gebäude ist ein Eckhaus eines Wohnblocks, der von der Werneuchener Straße, Goeckestraße, Strausberger Straße und Große-Leege-Straße gebildet wird. Im Erdgeschoss Werneuchener 22 befindet sich eine Arztpraxis (Stand im Juni 2016). |
| Hohenschönhauser Tonlichtspiele (Lage)  | Konrad-Wolf-Straße 93  | 1933–1943 | Das Kino „HTL“ befand sich in der Berliner Straße 93, angrenzend zum Haus 94 Ecke Reichenberger Straße. Auf der gegenüberliegenden Straßenseite liegt der Friedhof der St. Markus- und St. Andreas-Kirchengemeinde. Das Kino wurde im Krieg durch Bomben zerstört. Nach der Beräumung der Ruinen war auf dem Grundstück 93/94 eine Brach- später eine Grünfläche. In den 1990er Jahren wurde ein Neubau mit gewerblicher Nutzung (Apotheke, Optiker, Wohngemeinschaft) errichtet. Max Leuschner aus Berlin-Hohenschönhausen (Werneuchener Straße 22) betrieb zuvor ein nur wenig entferntes Ladenkino mit 150 Plätzen. Die 1933 eröffnete Spielstätte (Ton-Lichtspiele Hohenschönhausen, Hohenschönhausener Tonlichtspiele) hatte eine Kapazität von 500 Plätzen, eine Kinobühne von 7 m × 5 m und war von Beginn an für den Tonfilm ausgebaut. Das Kino ermöglichte den täglichen Spielbetrieb mit mehreren Vorstellungen. Ab 1937 übernahm Else Leuschner (ebenfalls aus der Werneuchener Straße 22, später Rödernstraße 23) den Kinobetrieb und erweiterte auf 575 Sitzplätze, im Jahr 1941 wurde nochmals umgebaut, so dass die Bühne 6,5 m× 1,8 m groß war. Nach dem Totaltreffer war keine Nutzung als Kino mehr möglich.                                               |
| Reform-Theater (Lage)                   | Konrad-Wolf-Straße 76  | 1911–1934 | Das Kino lag im Eckhaus Berliner Straße (seit 1985: Konrad-Wolf-Straße) und Lüderitzstraße (seit 1984: Sandinostraße). Die spätere Nutzung waren Geschäftsräume, später eine Apotheke und aktuell ein Laden für Eishockeyzubehör, gegenüber befindet sich seit den 1960er Jahren das Sportforum. Im Kino-Adressbuch ist 1911 als Gründungsjahr des Ladenkinos angegeben. 1917 besitzt Max Leuschner (der im Haus wohnt) das „Reform-Theater“ und bietet auf 160 Plätzen am Wochenende (Freitag bis Montag) ein „gemischtes Programm“ zu einem Eintrittspreis von 30 bis 60 Pfennigen. Ab 1920 wird im Sommer an zwei Tagen (ab 1921 an drei Tagen) und im Winter täglich gespielt, ab 1924 sind zwei Programmwechsel je Woche notiert. 1927 übernimmt Eduard Redell das Kino mit 148 ab 1929 mit 170 Plätzen bei täglichen Vorstellungen. 1931 übernimmt wieder Max Leuschner (wohnhaft in Berlin-Weißensee, Berliner Allee 63, ab 1934: Berlin-Hohenschönhausen, Werneuchener Straße 22) und er baut 1934 die Reform-Lichtspiele für Tonfilm aus, wobei in den Reform-Lichtspielen 148 Sitzplätze angeboten werden. Wohl aus finanziellen Gründen stellt er allerdings den Betrieb ein, als er eine neue 400 Meter entfernte Spielstätte mit größerem Platzangebot eröffnet. |
| Solita Sonnen-Lichtspiel-Theater (Lage) | Landsberger Allee 277  | 1933–1939 | Das Kino stand in der Landsberger Chaussee 91, die Adressangabe hat sich durch Um- und Rückbenennung und damit verbundener Grundstückszählung geändert. Das einzeln stehende Haus befand sich an der (West-)Ecke zur Genslerstraße auf dem Grundstück Genslerstraße 26. Im Jahr 1933 wurde in einem (nach 1928 erstellten) Anbau an dem bestehenden Haus ein Saalkino mit 222 Plätzen als Solita (Sonnen-Lichtspiel-Theater) eröffnet. Als Inhaber war Walter Buwert (für 1939) genannt, angegeben waren 150 Sitzplätze. Weil die Technik keine Tonfilme zuließ, wurde das Kino wahrscheinlich geschlossen. Das Gebäude mit der Gaststätte Zur Sonne wurde im Krieg nicht beschädigt und stand noch in den 1970er Jahren. Mit dem Ausbau an der Genslerstraße und entlang der Leninallee (seit 1991: Landsberger Allee) wurde der vorhandene Altbau mit dem Anbau Ende der 1970er Jahre durch die HO-Clubgaststätte Schillerglocke ersetzt, die den Namen der (damals schon beräumten) Traditionskneipe Schillerglocke an der Landsberger Allee Ecke Hohenschönhauser Straße übernahm. Seit 1994 befindet sich das Allee-Center (ein Einkaufscenter für die Umgebung und an der Straße nach Marzahn) in der Landsberger Allee 277.                                            |
| Venus Uhu-Film-Bühne (Lage)             | Degnerstraße 9         | 1947–2004 | Das Kino an der Gleisschleife Degnerstraße diente bis spätestens als Depot der Straßenbahn Berlin–Hohenschönhausen. Anschließend wurde es zu einer Fabrikhalle für Nahrungsmittel. Nach einem zerstörenden Bombentreffer 1943 gelangte es erst nach Kriegsende in den Besitz von Anna und Georg Reichardt. Sie ließen die Halle aus dem Trümmerschutt wieder aufbauen und richteten darin das Kino Uhu ein. Zwischen 1959 und 1990 befand es sich in staatlichem Besitz, danach wurde es reprivatisiert. Der Spielbetrieb konnte bis 1998 aufrechterhalten werden, danach gab es noch einen Versuch bis 2004. Dann schloss es aus wirtschaftlichen Gründen. Ein Investor begann im Sommer 2007 einen Umbau, die neue Nutzung als Café im ehemaligen Foyer und Büros und Lofts im übrigen Teil kam aber nicht zustande. Das Gebäude zwischen einem Restaurant/Musikschule (Alte Feuerwache) und einem Seniorenheim steht seitdem noch immer leer (Stand Juli 2016). |